# Нерсисян, Хачатур Рубенович
Хачатур Рубенович Нерсисян (24 декабря 1923, Армавир, Кубанская область — 12 ноября 2001, Ереван, Армения) — каманчист, композитор. Заслуженный артист Армянской ССР (1977). Заслуженный деятель искусств Армянской ССР. Участвовал в Великой Отечественной войне.

## Биография
Хачатур Нерсисян родился в 1923 году в городе Армавире Краснодарского края.
В 1930 году семья переехала на родину родителей, село Мартирос Ехегнадзорской области, в 1933 году — в Ереван.Учился в средней школе им. Нар-Доса, посещал занятия ансамбля народных инструментов Дворца школы пионеров (клуба строителей) (рук. Микаэл Чахалян).В 1937—1941 годах учился в Музыкальном училище им. Романоса Меликяна у Народного артиста Армянской ССР Левона Карахана, одновременно учился в Восточной студии при консерватории в классе Народного артиста Армянской ССР Гургена Мирзояна.
В 1939 году по приглашению Арама Мерангуляна поступил в ансамбль народных инструментов Радио.
В 1941 году ушел добровольцем на фронт, участвовал в Великой Отечественной войне в составе 409-й Армянской стрелковой дивизии, был старшим разведчиком, одновременно руководил ансамблем народных инструментов полка. Награждён медалями и орденами Отечественной войны.
В 1945—1952 гг. был солистом ансамбля народных инструментов Армянской филармонии (рук. — народный артист Гурген Мирзоян), в 1952—2001 гг. — был солистом заслуженного ансамбля народных инструментов Армянского радио и телевидения имени Арама Мерангуляна.
В 1977 году ему было присвоено почетное звание заслуженного артиста Армянской ССР.
В 2004 году было выпущено 9 компакт-дисков Х. Нерсисяна, содержащих 156 произведений Нерсисяна («Журавли…»,«Музыка Вайоц Дзора», «Красивые глаза», «Моя мать молится в монастыре», «Дорога любви»,«Песни на слова Ав. Исаакяна, Ов. Шираза», Амо Сагияна,«Песни на слова Мнацакана Таряна, Сасуна Григоряна, Ваграма Ачяна», «Весенние колокола», «Сны любви»
Монография Варужана Плузяна «Хачатур Нерсисян» опубликована в 2005 г. (редактор: Ованес Айвазян).
Умер 12 ноября 2001 г. в Ереване.

## Творения
С 1952 года Х.Нерсисян делает первые творческие шаги. Является автором более 200 песен, написанных на стихи Аветика Исаакяна, Ованеса Шираза, Амо Сагияна, Мнацакана Таряна, Сасуна Григоряна, Ваграма Аджяна,Врама Овсепяна,произведений, написанных для тара,канона, дудука, шви, каманча и народных инструментов, также танцевальных мелодий, в постановках известных хореографов Эдуарда Манукяна, Азата Гарибяна, Норайра Меграбяна, Сурена Гянджумяна, Вардгеса Рашидяна, Гагика Карапетяна, Георгия Айвазяна (в  Государственном ансамбле танца Армении, Государственном ансамбле танца «Дружба», в государственном академическом ансамбле танца Грузии имени Сухишвили и Рамишвили, в народных ансамблях танцев «Каназ», «Егегн», «Армения», «Севан», «Весна», а также в танцевальных коллективах диаспоры).
Песни Нерсисяна исполнили народные артисты РА: Офелия Амбарцумян, Рубен Матевосян, Ованес Бадалян, Вардуи Хачатрян, Генрик Алавердян; заслуженные артисты РА: Норайр Мнацаканян, Рафи Ованнисян, Флора Хоренян, Арус Гуланян; певцы: Валя Самвелян, Папин Погосян, Маник Григорян, Маргарит Шагинян, Рима Сарибекян, Елена Варданян; певцы армянской диаспоры: Левон Гатрджян, Арут Памбукчян и др.; инструментальные композиции в исполнении Народных артистов РА: Согомон Сейранян, Ваче Овсепян, Анжела Атабекян, Геворг Дабагян; Заслуженных артистов РА: Хачик Хачатрян, Сергей Карапетян; известных музыкантов: дудукист Беник Игнатян, шви Арарат Петросян, дудукист Арсен Григорян, канонист Ануш Киракосян,Марине Мелконян,Армине Арутюнян,каманчист Акоп Халатян и др.
В качестве каманчиста Нерсисян представлял армянское исполнительское искусство на международных конференциях, посвященных восточной музыке, состоявшихся в Ташкенте (1975) и Самарканде (1978), выступал в 11 республиках Советского Союза, а также: в Венгрии, Болгарии, Чехословакии, Югославии, Греции, Кипре, Иране, Франции, Германии, Голландии, Бельгии, США.
Снялся в фильме «Саят-Нова» (1960), озвучивал в фильме Сергея Параджанова «Цвет граната» (1968).
Нерсисян создал ансамбли народных инструментов и руководил в Ереванском государственном университете, шинном заводе, Дворце культуры «Каназ», Дворце культуры Союза слепых, Химико-технологическом колледже, клубе треста «Ерардшин», а также в Севане, Раздане, Аштараке, Арташате, Егварде.
Песни
- «Песня ностальгии»
- «Не дала любовь»
- «Выходите армяне, выходите смелые»
- «Журавли в ряду»
- «Красивые глаза»
- «Моя мама молилась в монастыре»
- «Страна Армения»
- «Ветры унесли горы и века…»
- «Пасмурная осень, пасмурная тучка…»
- «Моя возлюбленная Ануш — лань…»
- «Благослови его» и др.

Танцы
- «Зангезур»
- «Ехегнадзорцы»
- «Девушки Арцаха»
- «Ожидание»
- «Вернашен»
- «Аревик»
- «Вернись»
- «Цовинар»
- «Праздник» и др.

Оркестровые композиции
- «Экспромт», «Концертное скерцо», «Весенние колокола», «Фантазия Вайк» — для инструментальной группы на каноне и народных инструментах
- «Поэма памяти мучеников», «Мечты любви», «Пой дудук», «Идиллия и танец» — для инструментальной группы на дудуке и народных инструментах
- «Рапсодия Сюник», « Инструменты Вайоц Дзора» — для инструментальной группы на шви и народных инструментах
- «Концертино», «Лирическая мелодия», «Мысли» — для инструментальной группы на таре и народных инструментах
- «Мелодия Гладзора», «Отражения», «Идиллия» — для игры на каманче и др.

## Награды, призы
- Лауреат республиканского конкурса «Саят-Нова-250», 1962 г. (за песню «Слава Саят-Нове»).
- Лауреат республиканского конкурса «Аветик Исаакян-100», 1975 г. (за песню «Журавли …»
- Премия «Лучшая песня года», 1974 г. (за "Песню ликования ")
- Почетное звание заслуженного артиста Армянской ССР, 1978 г.
- Лауреат Всеармянского конкурса имени Саят-Новы, 2000 г. (за песню «Красивые глаза»)

## Память
В 2005 году Школе Искусств Вайка Вайоцдзорской области было присвоено имя Хачатура Нерсисяна.